# Panajotis Pikilidis
Panajotis Pikilidis (gr. Παναγιώτης Ποικιλίδης; ur. 27 lutego 1965 w Salonikach, zm. 23 maja 2014 tamże) – grecki zapaśnik walczący w obu stylach. Trzykrotny olimpijczyk. Czwarty w Los Angeles 1984 w stylu klasycznym i ósmy w stylu wolnym. Piąty w Atlancie 1996 i ósmy w Barcelonie 1992 w stylu klasycznym. Startował w kategorii plus 100, a następnie do 130 kg.
Pięciokrotny uczestnik mistrzostw świata; szósty w 1986. Czwarty na mistrzostwach Europy w 1991 i 1993. Triumfator igrzysk śródziemnomorskich w 1991; trzeci w 1987 i czwarty w 1983. Trzeci na MŚ wojskowych w 1983. Piąty w Pucharze Świata w 1991 roku.
Brat Jeorjosa Pikilidisa, zapaśnika i olimpijczyka z Moskwy 1980, Los Angeles 1984 i Seulu 1988.
- Turniej w Los Angeles 1984

Pokonał Japończyka Masaya Andō i dwukrotnie Jeffa Blatnicka z USA, a przegrał z Refikiem Memiševiciem z Jugosławii. Na koniec wygrał z Hasanem al-Haddadem z Egiptu.
- Turniej w Los Angeles 1984 - styl wolny

Przegrał z Ayhanem Taşkınem z Turcji i odpadł z turnieju.
- Turniej w Barcelonie 1992

Wygrał z Jerzym Choromańskim i Japończykiem Ken’ichim Suzukim. Przegrał z Tomasem Johanssonem ze Szwecji, Węgrem László Klauzem i Finem Juhą Ahokasem.  
- Turniej w Atlancie 1996

Pokonał Guillermo Díaza z Meksyku i Helgera Hallika z Estonii. Przegrał z Ukraińcem Petrem Kotkoiem i Rosjaninem Aleksandrem Karielinem. W pojedynku o piąte miejsce wygrał z Niemcem René Schiekelem.